# گاو تپه
گاو تپه در شهرستان همدان، بخش مرکزی، دهستان هگمتانه، سمت شرقی و کنار بافت مسکونی شهرک مدنی واقع شده و این اثر در تاریخ ۱۴ اسفند ۱۳۸۵ با شمارهٔ ثبت ۱۷۸۶۹ به‌عنوان یکی از آثار ملی ایران به ثبت رسیده است.